# 達里奧·貝內德托
達里奧·伊斯梅爾·貝內德托（西班牙語：Darío Ismael Benedetto；1990年5月17日—），阿根廷足球運動員，現效力於阿根廷足球甲级联赛球會小保加，阿根廷國家足球隊成員，司職前鋒。

## 俱樂部生涯
2015年賽季的中北美洲及加勒比海聯賽冠軍盃，貝內德托與各打入7個進球，幫助CF阿美利加第6次奪得冠軍。
2016年夏天從墨西哥超級足球聯賽球隊CF阿美利加加盟阿根廷足球甲級聯賽球隊博卡青年。在2016-17賽季有著出色的表現，代表球隊首發出場的24場聯賽中打入19球。
在2017年夏天一度是羅馬、塞維利亞等歐洲球隊的引援目標，但是他與博卡青年續約簽至2021年的新合同。
2019年8月5日，法甲球隊馬賽官方宣佈，球隊簽下博卡青年前鋒貝內德托。

## 外部連結
- 维基共享资源上的相關多媒體資源：達里奧·貝內德托
- Darío Ismael Benedetto在墨西哥足球超級聯賽 （西班牙語）